# Szynszyla
Szynszyla (Chinchilla) – rodzaj ssaków z rodziny szynszylowatych (Chinchillidae). 

## Rozmieszczenie geograficzne gatunków
Historyczny zasięg występowania szynszyli krótkoogonowej obejmował tereny całych Andów w północno-zachodniej Argentynie, Chile, Peru i Boliwii na wysokości od 3000 do 6000 m n.p.m. Z terenów Peru i Boliwii brakuje oficjalnych potwierdzeń istnienia gatunku od ponad 50 lat. Obserwacje lokalnych mieszkańców i pracowników parków narodowych wskazują jednak, że populacje tych zwierząt mogą istnieć na terenach przygranicznych Boliwii. W 2012 roku naukowcy poinformowali o odkryciu populacji tych zwierząt (około 12 osobników) w Parku Narodowym Nevado Tres Cruces położonym na terenie chilijskiego regionu Atakama. W tej części Chile nie odnotowywano istnienia populacji od kilkudziesięciu lat.
Na temat historycznych miejsc rozmieszczenia populacji szynszyli małej informacje są bardzo skąpe, bowiem przez dziesięciolecia gatunek był tępiony przez człowieka, a nie prowadzono szczegółowych badań populacji na wolności. Dzika populacja C. lanigera żyje w Rezerwacie Narodowym Las Chinchillas (hiszp. Reserva Nacional Las Chinchillas) – rezerwacie położonym w okolicy miasta Illapel w chilijskiej prowincji Choapa (region Coquimbo) – oraz w okolicy chilijskiego La Higuera położonego 100 km na północ od Coquimbo. Zdecydowana większość dzikich C. lanigera jest jednak skupiona w 42 koloniach rozsianych dookoła Las Chinchillas Nacional Reserve.

## Morfologia
Długość ciała (bez ogona) 220–380 mm, długość ogona 100–170 mm, długość ucha 45–48 mm, długość tylnej stopy 54–120 mm; masa ciała 369–850 g.

## Systematyka
Rodzaj zdefiniował w 1829 roku brytyjski zoolog Edward Turner Bennett w publikacji swojego autorstwa o tytule The gardens and menagerie of the Zoological Society delineated. Na gatunek typowy Bennett wyznaczył (oznaczenie monotypowe) szynszylę małą (Ch. lanigera).

### Etymologia
- Chinchilla: hiszp. chinchilla ‘szynszyla’, od rdzennej, południowoamerykańskiej nazwy[11].
- Eriomys (Eryomis): gr. εριον erion ‘wełna’; μυς mus, μυος muos ‘mysz’[12]. Gatunek typowy (oznaczenie monotypowe): Eriomys chinchilla H. Lichtenstein, 1829.

### Podział systematyczny
Do rodzaju należą następujące gatunki:
- Chinchilla laniger E.T. Bennett, 1829 – szynszyla mała
- Chinchilla chinchilla (H. Lichtenstein, 1829) – szynszyla krótkoogonowa

Rodzaj Chinchilla obejmuje dwa znane współcześnie gatunki: szynszyla mała (Chinchilla lanigera), oraz szynszyla krótkoogonowa (Chinchilla chinchilla lub Chinchilla brevicaudata) określanej również jako Bolivian chinchilla, Peruvian chinchilla lub Royal chinchilla. Literatura zoologiczna na temat gatunków szynszyli jest nieuporządkowana i w przeszłości była dość skąpa, a w 1937 roku Theodor Bidlingmaier wspominał jedynie o zauważalnych różnicach morfologicznych poszczególnych kolonii i lokalizacji. Gryzonie z rodzaju Chinchilla zostały przez człowieka przetrzebione i nie można obecnie stwierdzić, czy w niedalekiej przeszłości nie istniały odrębne gatunki lub podgatunki szynszyli.
Po przeprowadzeniu porównawczych badań genetycznych osobników z kolonii żyjących w okolicach Auco, z szynszylami z rejonu Talca naukowcy stwierdzili, że różnice w budowie genetycznej między poszczególnymi populacjami żyjącymi na wolności są duże. Zdaniem badaczy forma udomowiona szynszyli jest w rzeczywistości hybrydą powstałą w wyniku krzyżowania gatunków z rodzaju Chinchilla, prawdopodobnie C. lanigera z C. chinchilla (C. brevicaudata). Wobec tego faktu, a także znacznych różnic, jakie po udomowieniu tych Chinchilla zachodzą na skutek inbredu, uzasadnione byłoby używanie odrębnego określenia dla formy szynszyli udomowionych. Mimo licznych aluzji w literaturze zoologicznej formalnie nie została przyjęta żadna odmienna forma nazewnictwa dla szynszyli hodowlanej.
W obrębie C. chinchilla wyodrębniane są dwa podgatunki:
- C. chinchilla chinchilla Lichtenstein, 1829
- C. chinchilla boliviana Brass, 1911

W języku polskim nazwa „szynszyla” była także stosowana jest również dla wiskaczy peruwiańskiej (Lagidium peruanum), nazywanej czasem szynszylą dużą. Gatunek ten nie jest jednak zaliczany do rodzaju Chinchilla.

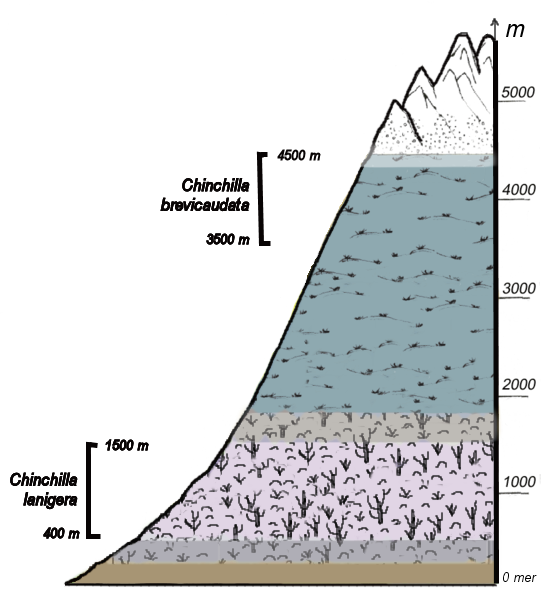
Wysokości na jakich występują szynszyle

## Status zagrożenia
Zarówno szynszyla mała, jak i szynszyla krótkoogonowa są zaliczane przez Międzynarodową Unię Ochrony Przyrody (IUCN) do gatunków krytycznie zagrożonych na wolności.